# Fuerzas Terrestres de Argelia
Las Fuerzas Terrestres de Argelia (en árabe: القوات البرية الجزائرية) (en francés: Forces terrestres algériennes) son el componente terrestre del Ejército Nacional Popular de Argelia. Su misión es defender y salvaguardar la integridad del territorio nacional argelino, sus fuerzas se componen de varias brigadas y divisiones de combate.

## Cuartel General de las Fuerzas Terrestres
El Cuartel General (CG) del Ejército de tierra argelino, asume el mando del conjunto de recursos materiales y personales del Ejército, bajo la dirección del ministro de defensa nacional.

## Fuerzas especiales del Ejército de tierra de Argelia
Las Fuerzas Terrestres de Argelia tienen muchas unidades militares de fuerzas especiales en sus filas, la mayoría han sido entrenadas en la Escuela Superior de Tropas Especiales (ESTE) de Biskra y en la Escuela de Formación de Comandos e Iniciación al Paracaidismo (EFCIP) de Boghar. Tienen 6 regimientos de comandos paracaidistas, incluido un regimiento de choque (el 12.º RCP). Además, las fuerzas terrestres argelinas también incluyen 3 regimientos de fuerzas especiales, el 25.º regimiento de Reconocimiento militar, el 104.º Regimiento de Maniobras Operacional (104.º RMO) y el 116.º Regimiento de Maniobras Operacional (116.º RMO).

## Graduación militar

### Generales
| Grado militar       | Insignia | Rangos OTAN |
| ------------------- | -------- | ----------- |
| General de Ejército |          | OF-9        |
| Teniente General    |          | OF-8        |
| General de División |          | OF-7        |
| General de Brigada  |          | OF-6        |

### Oficiales y cadetes
| Grado militar       | Insignia | Rangos OTAN |
| ------------------- | -------- | ----------- |
| Coronel             |          | OF-5        |
| Teniente Coronel    |          | OF-4        |
| Comandante          |          | OF-3        |
| Capitán             |          | OF-2        |
| Teniente            |          | OF-1        |
| Alférez             |          | OF-1        |
| Aspirante a oficial |          | OF-D        |
| Cadete              |          | OF-D        |

### Suboficiales
| Grado militar          | Insignia | Rangos OTAN |
| ---------------------- | -------- | ----------- |
| Subteniente            |          | OR-9        |
| Brigada                |          | OR-8        |
| Sargento primero       |          | OR-6        |
| Sargento               |          | OR-5        |
| Aspirante a suboficial |          |             |

### Tropa
| Grado militar | Insignia | Rangos OTAN |
| ------------- | -------- | ----------- |
| Cabo primero  |          | OR-4        |
| Cabo          |          | OR-2        |
| Soldado       |          | OR-1        |

## Equipamiento

### Vehículo blindado de combate "Mini Terminator"
A partir de 2021, la flota argelina de carros de combate T-62 fue sometida a una actualización casera única, convirtiendo a los carros de batalla principales (MBT) en vehículos de combate de infantería, remplazando la vieja torreta con una torreta nueva de combate "Berezhok" que contiene una ametralladora pesada PKT, un cañón automático de 30 mm, cuatro misiles anticarro guiados (ATGM) "Kornet" y un lanzagranadas AGS-30 dirigido remotamente. Este nuevo formato de vehículo blindado de combate ha sido llamado vehículo de combate de infantería "Mini Terminator BMPT-62".

### Carros de combate
| Nombre      | Imagen | País de origen          | Tipo de vehículo                                        | Unidades | Notas |
| ----------- | ------ | ----------------------- | ------------------------------------------------------- | -------- | --- |
| T-90 S/MS   |        | Rusia Argelia           | Carro de combate principal (MBT) de tercera generación. | 1200     | 200 montados con licencia Argelia en 2015. Modernización de los T90-S al formato MS.                                                                   |
| T-72 M1M/AG |        | Unión Soviética         | Carro de combate principal (MBT) de segunda generación. | 350      | Han sido modernizados al formato M1M. |
| T-62        |        | Unión Soviética Argelia | Carro de combate principal (MBT) de segunda generación. | 140      | Han sido recientemente puestos en servicio, modernizados y modificados al formato BMPT 62 "Mini Terminator" por la base central de logística de Blida. |
| T-54/55     |        | Unión Soviética         | Carro de combate principal (MBT) de primera generación. | 330      | Han sido modernizados al formato Vehículo Modular Armado (AMV) y pueden disparar misiles antitanque guiados (ATGM) Skif de fabricación ucraniana.      |

### Vehículos de combate de infantería y transportes blindados de personal
| Nombre                | Imagen | País de origen                 | Tipo                                              | Unidades | Notas                                                        |
| --------------------- | ------ | ------------------------------ | ------------------------------------------------- | -------- | ------------------------------------------------------------ |
| BTR-60                |        | Unión Soviética                | Transporte blindado de personal                   | 250      |                                                              |
| BTR-80                |        | Unión Soviética                | Transporte blindado de personal                   | 150      |                                                              |
| Fahd                  |        | Egipto                         | Transporte blindado de personal                   | 100      |                                                              |
| BMP-T                 |        | Rusia                          | Vehículo de combate de infantería                 | 600      | Vehículo de combate de infantería "Mini Terminator" BMPT-62. |
| BMP-1                 |        | Unión Soviética                | Vehículo de combate de infantería                 | 680      |                                                              |
| BMP-2                 |        | Unión Soviética                | Vehículo de combate de infantería                 | 760      |                                                              |
| BMP-3                 |        | Rusia                          | Vehículo de combate de infantería                 | 100      |                                                              |
| BRDM-2                |        | Unión Soviética                | Automóvil blindado militar                        | 90       |                                                              |
| AML-60                |        | Francia                        | Automóvil blindado militar                        | 45       |                                                              |
| Panhard M-3           |        | Francia                        | Transporte blindado de personal                   | 55       |                                                              |
| TPZ Fuchs-2           |        | Alemania Argelia               | Transporte blindado de personal                   | 980      |                                                              |
| GTK Boxer             |        | Alemania Países Bajos          | Transporte blindado de personal                   | 500      |                                                              |
| OT-64 SKOT            |        | Checoslovaquia Polonia         | Transporte blindado de personal                   | 150      |                                                              |
| BCL-M5                |        | Argelia                        | Transporte blindado de personal                   |          |                                                              |
| Nimr                  |        | Emiratos Árabes Unidos Argelia | Vehículo de movilidad de infantería               | 3000     |                                                              |
| Otokar Cobra          |        | Turquía                        | Transporte blindado de personal                   | 100      |                                                              |
| Humvee                |        | Estados Unidos                 | Vehículo militar multipropósito de alta movilidad | 200      |                                                              |
| GAZ Tigr              |        | Rusia                          | Vehículo militar multipropósito de alta movilidad | 28       |                                                              |
| International MaxxPro |        | Estados Unidos                 | MRAP                                              |          |                                                              |

### Automóviles y camiones militares
| Nombre                 | Imagen | Origen           | Tipo                  |
| ---------------------- | ------ | ---------------- | --------------------- |
| Mercedes-Benz Clase G  |        | Alemania Argelia | Vehículo todoterreno  |
| Mercedes-Benz Sprinter |        | Alemania Argelia | Furgoneta             |
| Mercedes-Benz Unimog   |        | Alemania Argelia | Camión militar        |
| Mercedes-Benz Axor     |        | Alemania Argelia | Camión militar        |
| Mercedes-Benz Zetros   |        | Alemania Argelia | Camión militar        |
| SNVI M120              |        | Argelia          | Camión militar        |
| SNVI M230              |        | Argelia          | Camión militar        |
| Mercedes-Benz Actros   |        | Alemania Argelia | Camión militar pesado |
| SNVI M350              |        | Argelia          | Camión militar pesado |
| Kamaz-65225            |        | Rusia            | Camión militar        |

### Artillería remolcada y Artillería autopropulsada
| Nombre                | Imagen     | Origen          | Tipo                                                     | Unidades   | Notas                                                                                             |
| Artillería            | Artillería | Artillería      | Artillería                                               | Artillería | Artillería                                                                                        |
| --------------------- | ---------- | --------------- | -------------------------------------------------------- | ---------- | ------------------------------------------------------------------------------------------------- |
| PLZ-45                |            | China           | Artillería autopropulsada de 155mm                       | 200        |                                                                                                   |
| 2S3 Akatsiya          |            | Unión Soviética | Artillería autopropulsada de 152,4 mm                    |            |                                                                                                   |
| 2S1 Gvozdika          |            | Unión Soviética | Artillería autopropulsada de 122 mm                      |            |                                                                                                   |
| 2A18 (D-30)           |            | Unión Soviética | Obús remolcado de 122mm                                  | 260        | Instalados en vehículos Mercedes-Benz Zetros.                                                     |
| M1937 (ML-20)         |            | Unión Soviética | Cañón-obús de 152mm                                      | 120        |                                                                                                   |
| Tipo 66 howitzer      |            | China           | Obús remolcado de 155mm                                  | 70         |                                                                                                   |
| B-10                  |            | Unión Soviética | Cañón sin retroceso                                      | 120        |                                                                                                   |
| B-11                  |            | Unión Soviética | Cañón sin retroceso                                      | 60         |                                                                                                   |
| AGS-30                |            | Rusia           | Lanzagranadas automático                                 |            |                                                                                                   |
| 2K25 Krasnopol        |            | Rusia           | Sistema de artillería de alta precisión guiada por láser | 155mm      | Simulador de control de fuego automatizado de artillería "Malachite" (KM-15).                     |
| Morteros              |            |                 |                                                          |            |                                                                                                   |
| W86 120mm             |            | China           | Mortero de 120mm                                         | 150        | Instalados en vehículos Mercedes-Benz Clase G.                                                    |
| WZ-551                |            | China           | Portamortero de 120mm                                    | 70         | El portamortero autopropulsado de 120mm está basado en el transporte blindado de personal WZ-551. |
| 120-PM-43 mortar      |            | Unión Soviética | Mortero de 120mm                                         | 120        |                                                                                                   |
| 160mm Mortar M1943    |            | Unión Soviética | Mortero de 160mm                                         | 60         |                                                                                                   |
| Artillería de cohetes |            |                 |                                                          |            |                                                                                                   |
| BM-21 Grad            |            | Unión Soviética | Lanzacohetes múltiple de 122mm                           | 84         |                                                                                                   |
| SR-5                  |            | China           | Lanzacohetes múltiple de 122mm y 220mm                   | 70         |                                                                                                   |
| BM-14/16              |            | Unión Soviética | Lanzacohetes múltiple de 140mm                           | 48         |                                                                                                   |
| TOS-1                 |            | Rusia           | Lanzacohetes múltiple de 220mm                           | 52         |                                                                                                   |
| BM-24                 |            | Unión Soviética | Lanzacohetes múltiple de 240mm                           | 30         |                                                                                                   |
| BM-30 Smerch          |            | Unión Soviética | Lanzacohetes múltiple de 300mm                           | 50         |                                                                                                   |
| 9K720 Iskander        |            | Rusia           | Sistema móvil de misiles balísticos de corto alcance     | 48         |                                                                                                   |

### Armas anticarro y misiles antitanque
| Nombre          | Imagen | Origen                      | Tipo                                    | Unidades | Notas                                                                           |
| --------------- | ------ | --------------------------- | --------------------------------------- | -------- | ------------------------------------------------------------------------------- |
| RPG-7           |        | Unión Soviética             | Granada propulsada por cohete           |          |                                                                                 |
| RPG-29          |        | Rusia                       | Granada propulsada por cohete           |          | [ 21 ]                                                                          |
| MILAN           |        | Francia Alemania Occidental | Misil guiado antitanque                 |          |                                                                                 |
| 9K111 Fagot     |        | Unión Soviética             | Misil guiado antitanque                 | 2.040    | Entregados entre 1995 y 1996 para los vehículos de combate de infantería BMP-2. |
| 9K11 Maliutka   |        | Unión Soviética             | Misil guiado antitanque                 |          | [ 22 ]                                                                          |
| 9K115-2 Metis-M |        | Rusia                       | Misil guiado antitanque                 |          |                                                                                 |
| Skif            |        | Ucrania Bielorrusia         | Misil guiado antitanque                 |          | Firmado un contrato de suministros en 2016.                                     |
| HJ-12 Red Arrow |        | China                       | Misil antitanque guiado por infrarrojos |          | 100 misiles entregados en 2019.                                                 |
| 9M133 Kornet    |        | Rusia                       | Misil guiado antitanque                 |          | Más de 8.000 misiles fueron pedidos a Rusia.                                    |
| 9M133M Kornet-M |        | Rusia                       | Misil guiado antitanque                 |          |                                                                                 |

### Sistemas de defensa aérea portátil y Defensa antiaérea
| Nombre             | Imagen | Origen          | Tipo                                | Unidades                     | Notas                                                                 |
| ------------------ | ------ | --------------- | ----------------------------------- | ---------------------------- | --------------------------------------------------------------------- |
| ZPU-2              |        | Unión Soviética | Sistema antiaéreo                   | 60                           |                                                                       |
| ZPU-4              |        | Unión Soviética | Sistema antiaéreo                   | 40                           |                                                                       |
| ZSU-23-2           |        | Unión Soviética | Artillería antiaérea                | 100                          | Modernizado y montado en chasis de vehículos Mercedes-Benz Unimog.    |
| ZSU-23-4           |        | Unión Soviética | Artillería antiaérea autopropulsada | 225                          |                                                                       |
| M1939 (61-K)       |        | Unión Soviética | Artillería antiaérea                |                              |                                                                       |
| S-125 Neva/Pechora |        | Unión Soviética | SAM                                 | 36                           |                                                                       |
| Pantsir S-1        |        | Rusia           | Sistema antiaéreo                   | 38                           |                                                                       |
| Buk M-2            |        | Rusia           | SAM                                 | 48                           |                                                                       |
| Tor M-2            |        | Rusia           | SAM                                 |                              |                                                                       |
| 2K12 Kub           |        | Unión Soviética | SAM                                 | 40                           |                                                                       |
| S-350 Vityaz       |        | Rusia           | SAM de medio alcance                | [ 24 ]                       |                                                                       |
| HQ-9               |        | China           | SAM de largo alcance                | 9 regimientos 108 lanzaderas | Cada regimiento tiene 12 lanzaderas equipadas con 4 misiles cada una. |
| 9K31 Strela-1      |        | Unión Soviética | SAM                                 | 20                           |                                                                       |
| 9K33 Osa           |        | Unión Soviética | SAM                                 | 48                           |                                                                       |
| 9K35 Strela-10     |        | Rusia           | SAM                                 | 32                           |                                                                       |
| S-300 Favorit      |        | Unión Soviética | SAM y ABM                           | 32                           |                                                                       |
| S-400 Triumf       |        | Rusia           | SAM y ABM                           |                              |                                                                       |
| 9K338 Igla-S       |        | Unión Soviética | MANPADS                             |                              |                                                                       |
| QW-12              |        | China Argelia   | MANPADS                             |                              |                                                                       |
| 9K32 Strela-2      |        | Unión Soviética | MANPADS                             |                              |                                                                       |

### Armas de fuego
| Nombre                          | Imagen                | Origen                         | Tipo                               | Calibre                                     | Notas |
| Pistolas y subfusiles           | Pistolas y subfusiles | Pistolas y subfusiles          | Pistolas y subfusiles              | Pistolas y subfusiles                       | Pistolas y subfusiles |
| ------------------------------- | --------------------- | ------------------------------ | ---------------------------------- | ------------------------------------------- | --- |
| Pistola Caracal                 |                       | Emiratos Árabes Unidos Argelia | Pistola semiautomática             | 9×19mm Parabellum                           | Pistola de servicio estándar, producida localmente bajo licencia.                                                                                     |
| Makarov PM                      |                       | Unión Soviética Argelia        | Pistola semiautomática             | 9 × 18 mm Makarov                           | Pistola de servicio estándar, producida localmente bajo licencia.                                                                                     |
| Beretta 92                      |                       | Italia                         | Pistola semiautomática             | 9×19mm Parabellum                           | Beretta 92FS, usada por las Fuerzas especiales de Argelia.                                                                                            |
| Glock 17 y 18                   |                       | Austria                        | Pistola semiautomática             | 9×19mm Parabellum                           | Usada por las Fuerzas especiales de Argelia. |
| Heckler & Koch MP7              |                       | Alemania                       | Subfusil                           | 4,6 × 30 mm                                 | Usado por las Fuerzas especiales de Argelia. |
| Heckler & Koch MP5              |                       | Alemania Occidental            | Subfusil                           | 9×19mm Parabellum                           | Versiones A3, A5 y K. Usado por las Fuerzas especiales de Argelia.                                                                                    |
| Beretta M12                     |                       | Italia                         | Subfusil                           | 9×19mm Parabellum                           | Usado por las Fuerzas especiales de Argelia. |
| CS/LS7                          |                       | China                          | Subfusil                           | 9×19mm Parabellum                           | Producido localmente. |
| Tokarev TT-33                   |                       | Unión Soviética                | Pistola semiautomática             | 7,62 × 25 mm Tokarev / 9 x 19 mm Parabellum | [ 36 ] |
| Fusiles de asalto y carabinas   |                       |                                |                                    |                                             | |
| Heckler & Koch G36              |                       | Alemania                       | Fusil de asalto                    | 5,56 × 45 mm OTAN                           | G36C para el Destacamento de Intervención Especial, la Dirección de Seguridad y Protección Presidencial, y las Fuerzas Especiales de Argelia.         |
| Carabina M4                     |                       | Estados Unidos                 | Carabina                           | 5,56 × 45 mm OTAN                           | Más de 150 adquiridos, utilizados por las Fuerzas Especiales.                                                                                         |
| Steyr AUG                       |                       | Austria                        | Fusil de asalto                    | 5.56 × 45 mm OTAN                           | Usado por las Fuerzas Especiales. |
| Beretta ARX-160                 |                       | Italia                         | Fusil de asalto                    | 5,56 × 45 mm OTAN / 7,62 × 39 mm            | ARX160 en servicio en calibre 5,56 × 45 mm y 7,62 × 39 mm utilizado por las fuerzas especiales argelinas y la guardia presidencial, a partir de 2014. |
| AK-47                           |                       | Unión Soviética                | Fusil de asalto                    | 7,62 × 39 mm                                | [ 39 ] |
| SKS                             |                       | Unión Soviética China          | Carabina                           | 7,62 × 39 mm                                | Ambos suministrados por la Unión Soviética y el Tipo-56 SKS suministrado por China.                                                                   |
| Tipo 56                         |                       | China                          | Fusil de asalto                    | 7,62 × 39 mm                                | |
| AK-103                          |                       | Rusia                          | Fusil de asalto                    | 7,62 × 39 mm                                | Usado por los regimientos de comandos paracaidistas.                                                                                                  |
| Lanzagranadas acoplado          |                       |                                |                                    |                                             | |
| GP-25                           |                       | Unión Soviética                | Lanzagranadas acoplado             | Granada de 40 mm                            | |
| Fusiles de francotirador        |                       |                                |                                    |                                             | |
| Fusil de francotirador Dragunov |                       | Unión Soviética Argelia        | Fusil de francotirador             | 7,62 × 54 mm R                              | Rifle de francotirador estándar, producido localmente bajo licencia.                                                                                  |
| Zastava M07                     |                       | Serbia                         | Fusil de francotirador             | 7,62 x 51 mm                                | |
| Zastava M93 Black Arrow         |                       | Serbia                         | Fusil de francotirador             | 12,7 × 108 mm                               | [ 41 ] |
| Ametralladoras                  |                       |                                |                                    |                                             | |
| Ametralladora M60               |                       | Estados Unidos                 | Ametralladora de propósito general | 7,62 × 51 mm                                | [ 42 ] |
| Ametralladora PK                |                       | Unión Soviética                | Ametralladora de propósito general | 7,62 × 54 mm                                | |
| RPK                             |                       | Unión Soviética Argelia        | Ametralladora ligera               | 7,62 × 39 mm                                | Producida localmente bajo licencia. |
| Ametralladora ligera RPD        |                       | Unión Soviética Argelia        | Ametralladora ligera               | 7,62 × 39 mm                                | Producida localmente bajo licencia. |
| Ametralladora ligera Degtiariov |                       | Unión Soviética                | Ametralladora ligera               | 7,62 × 54 mm                                | [ 44 ] |
| DShK                            |                       | Unión Soviética                | Ametralladora pesada               | 12,7 × 108 mm                               | |

### Guerra electrónica
| Modelo                             | Imagen | Origen | Tipo                                 | Número | Notas  |
| ---------------------------------- | ------ | ------ | ------------------------------------ | ------ | ------ |
| Sistema 85V6 Vega / Orion ELINT    |        | Rusia  | Guerra electrónica                   |        | [ 45 ] |
| Acacia-E                           |        | Rusia  | Mando y control                      |        | [ 46 ] |
| Sistema de detección pasiva DWL002 |        | China  | Sistema de localización de emisiones | 4      |        |
| Kasta 2E2                          |        | Rusia  | Radar militar                        | 5      |        |

### Vehículos de ingenieros
| Nombre         | Imagen | Origen          | Tipo                             | Notas  |
| -------------- | ------ | --------------- | -------------------------------- | ------ |
| MTU-20         |        | Unión Soviética | Vehículo lanzapuentes blindado   | [ 48 ] |
| IMR-2          |        | Unión Soviética | Vehículo de ingenieros blindado  |        |
| BREM-1         |        | Unión Soviética | Vehículo de ingenieros blindado  |        |
| M58 MICLIC     |        | Estados Unidos  | Vehículo de eliminación de minas |        |
| Liebherr G-BKF |        | Alemania Suiza  | Grúa de recuperación blindada    | [ 49 ] |